# Official Gazette (Південний Ємен)
Official Gazette (al-Jaridah al-rasmiyah-Jumhuriyat al-Yaman al-dimuqratiyah al-Sha'biyah) — урядова газета Народної Демократичної Республіки Ємен (1967—1990). Видавалася в місті Аден англійською та арабською мовами.